# Tephrosia faulknerae
Tephrosia faulknerae är en ärtväxtart som beskrevs av Richard Kenneth Brummitt. Tephrosia faulknerae ingår i släktet Tephrosia och familjen ärtväxter. Inga underarter finns listade i Catalogue of Life.